# Diehl Defence
Diehl Defence è una società tedesca della Diehl Stiftung con sede a Überlingen sul Bodensee nel Baden-Württemberg. Si occupa di sistemi di difesa, sistemi d'arma e industria meccatronica.

## Diehl Defence GmbH & Co. KG

### Storia
La società nasce il 17 settembre 2004 dalla fusione di Diehl Munitionssysteme GmbH & Co. KG (DMS) e di Bodenseewerk Gerätetechnik GmbH (BGT). La DMS era già di proprietà al 100% di Diehl Stiftung & Co. KG e assieme alla francese Aerospatiale-Matra teneva il 20% della BGT. BGT si occupava di sistemi d'arma aerei nella sede Bodenseewerk.
La Diehl-Munitionssysteme ebbe origine durante la seconda guerra mondiale, come azienda metalmeccanica produceva munizioni e inneschi.
Dal 1960 diventa la capofila del programma europeo per la produzione di missili aria-aria Sidewinder AIM-9B. Viene in questo ambito sviluppata una nuova testata di ricerca obiettivo. Diehl Defence diventa poi la capofila del programma IRIS-T.
Dal 2008 la Diehl BGT Defence GmbH & Co. KG diventa la società principale della nuova Diehl Defence.
Diehl Defence è partner della General Atomics Aeronautical Systems per la produzione del Predator B per il mercato tedesco.
La società di difesa della fondazione Diehl Stiftung è dal 1º febbraio 2017 sotto il tetto della Diehl Defence GmbH & Co. KG.

### Settori
- Sistemi volanti terra-mare
- Sistemi volanti aria
- Munizioni e razzi
- Sensori e sistemi di sicurezza

### Fabbriche
Diehl Defence produce presso la sede di Diehl Munitionssysteme a Braunshausen (Nonnweiler) e Röthenbach an der Pegnitz, proiettili e munizioni varie. Nella sede di Überlingen vengono prodotti i sistemi d'arma missilistici.

### Cooperazioni
La EuroSpike GmbH diventa nel 2004 la società consorzio tra Diehl Defence (Überlingen), Rheinmetall Defence Electronics GmbH (Brema) e Rafael Advanced Defense Systems Ltd. (Haifa/Israele).

## Prodotti

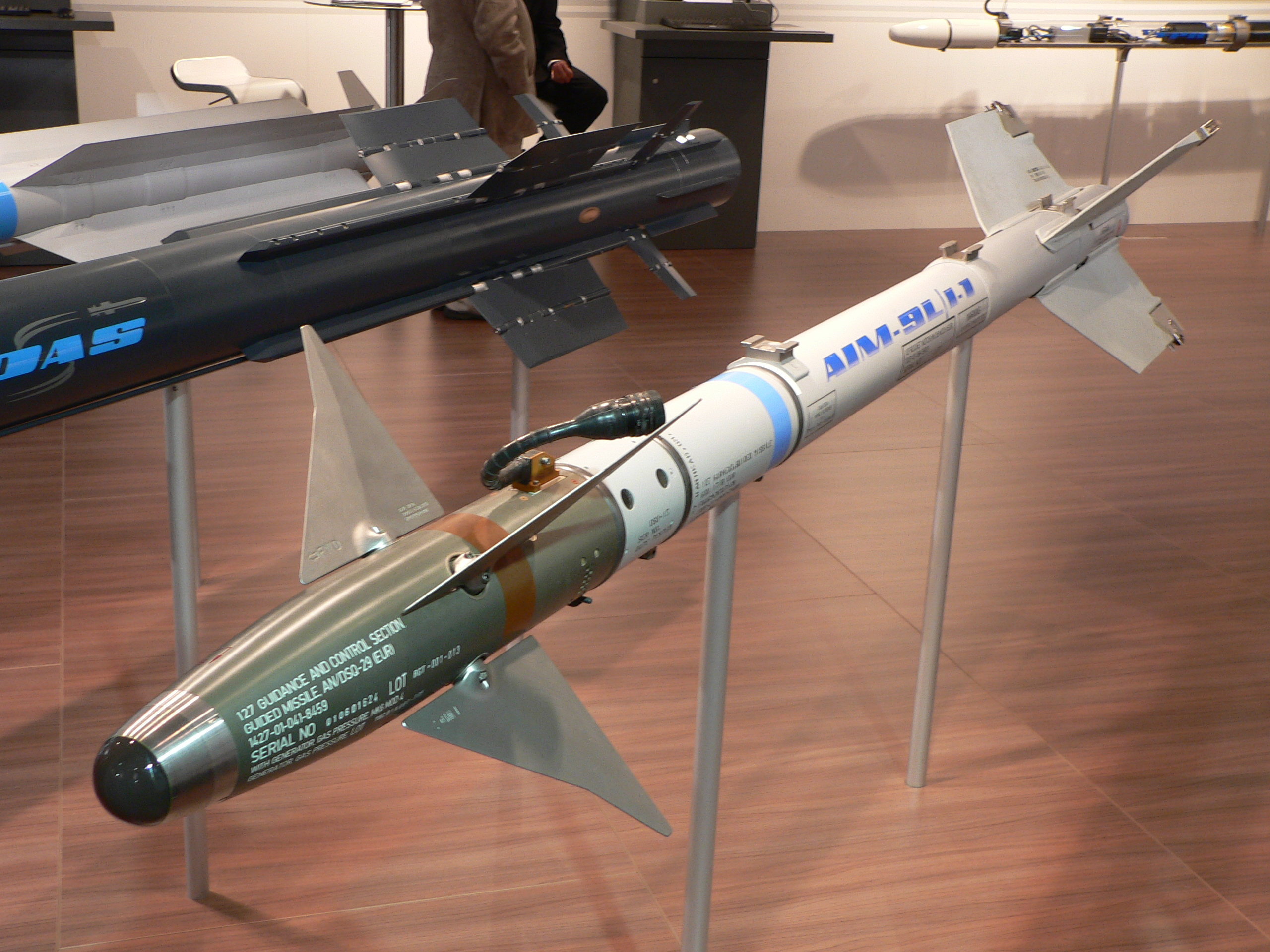
AIM-9 Sidewinder
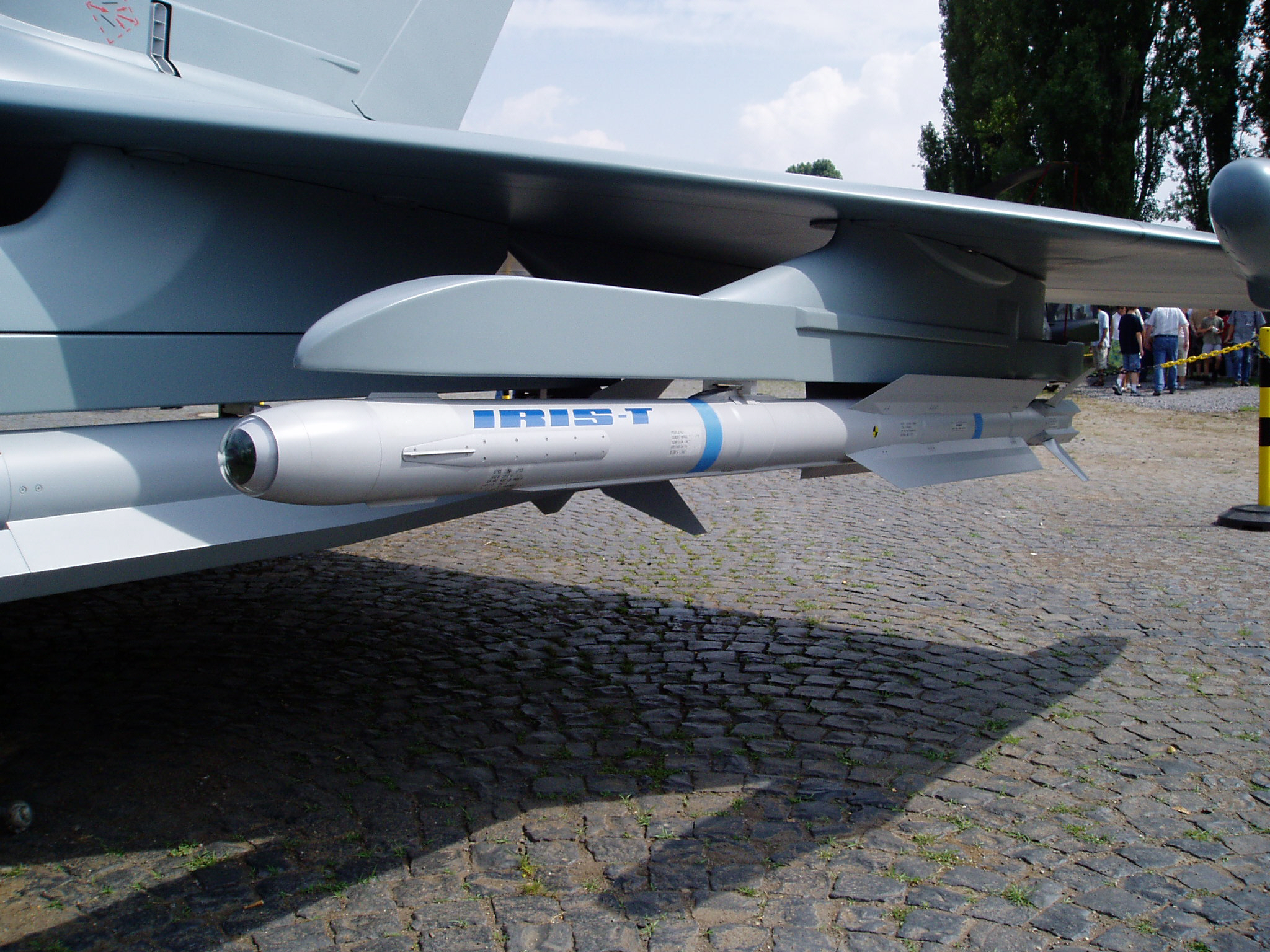
IRIS-T
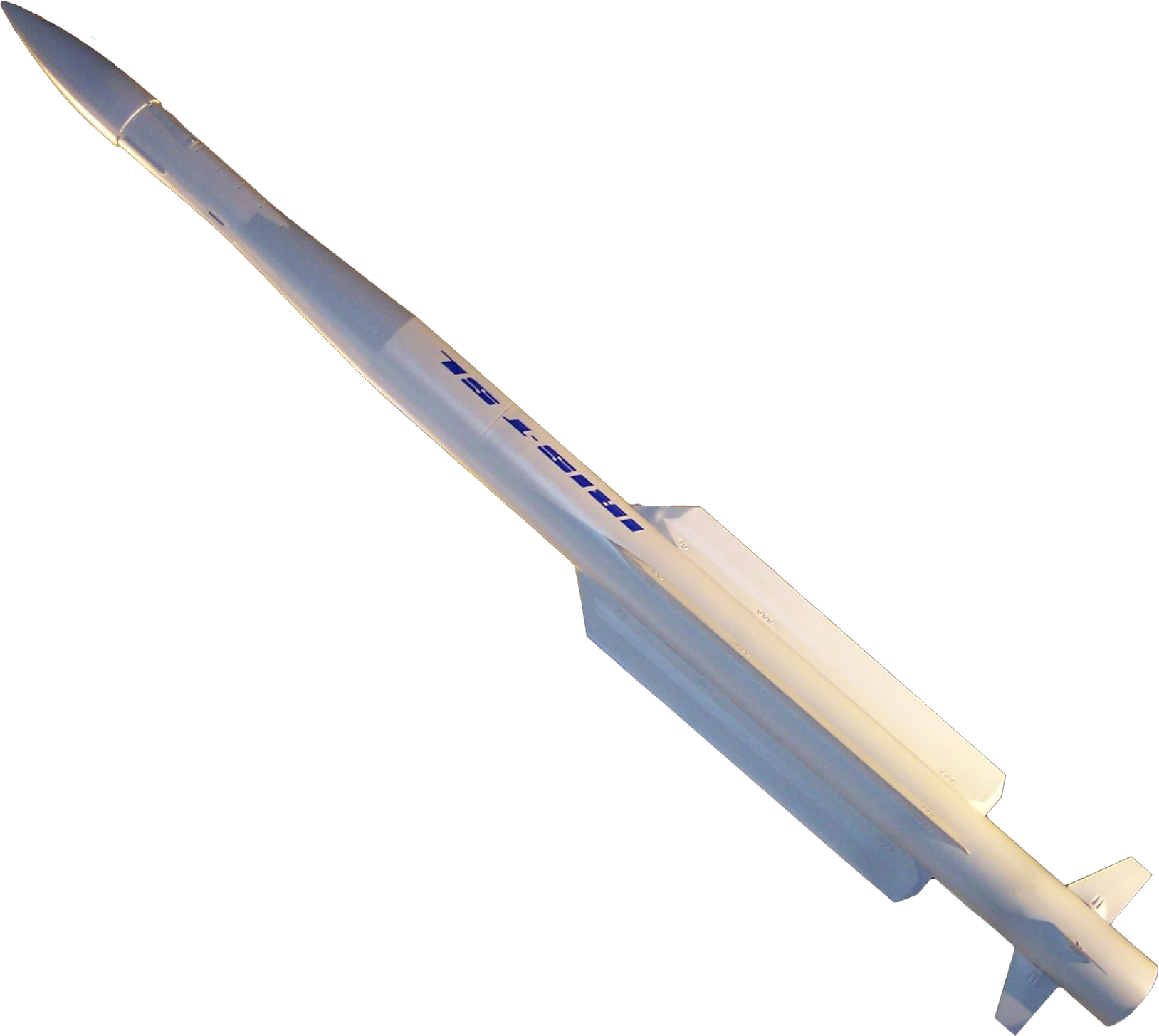
IRIS-T SL/SLS
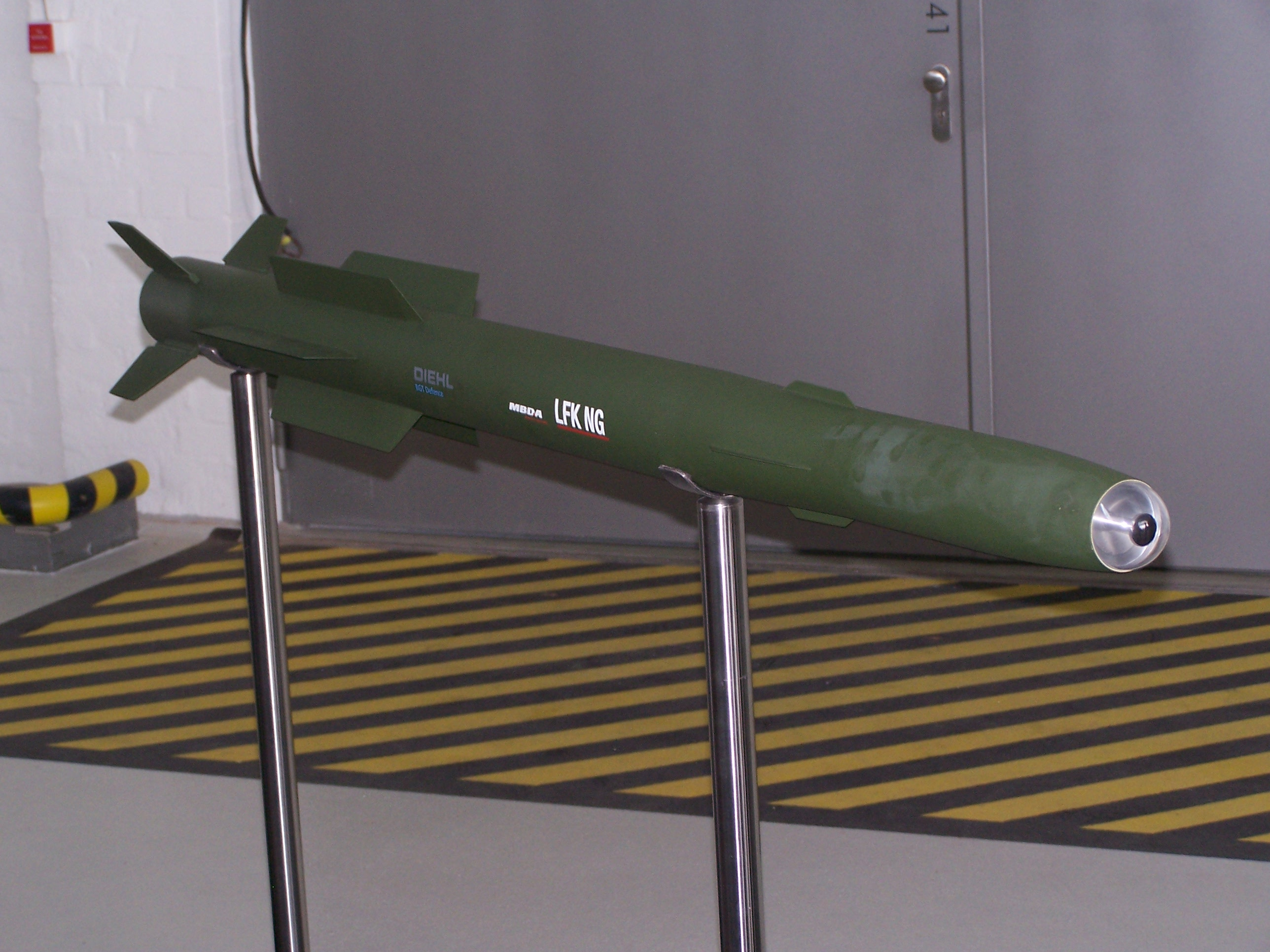
LFK NG
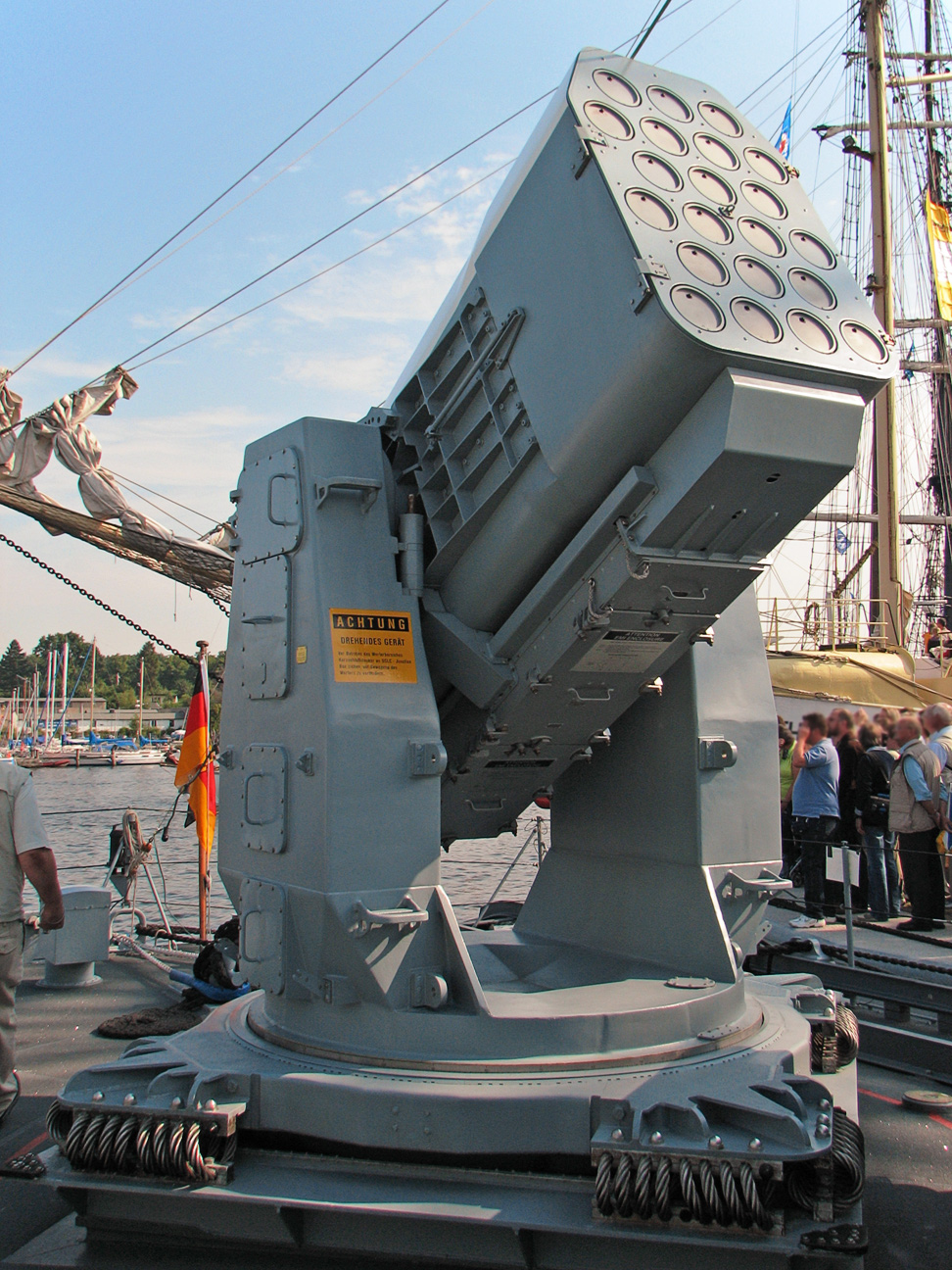
RIM-116 Rolling Airframe Missile
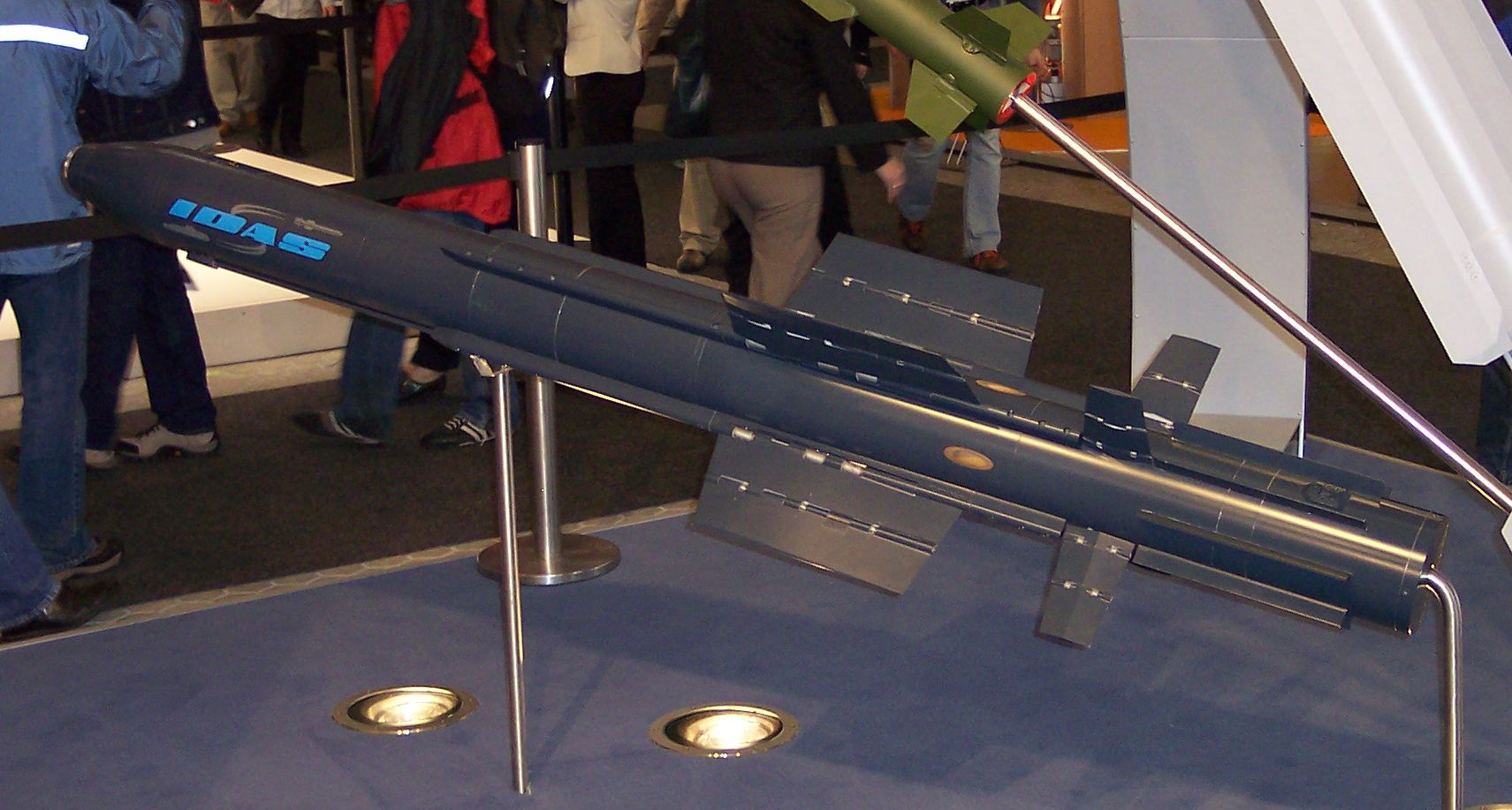
IDAS
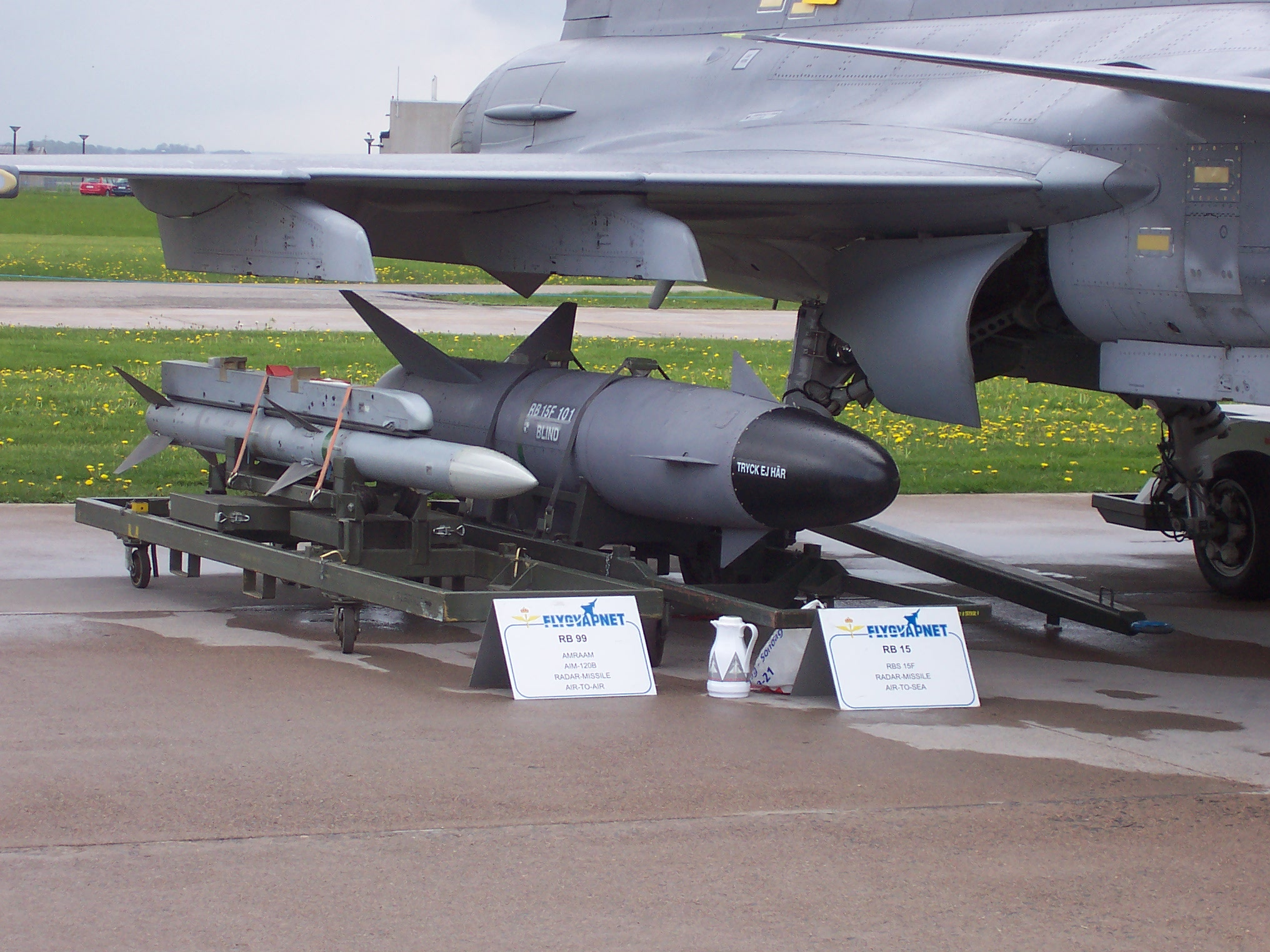
RBS-15
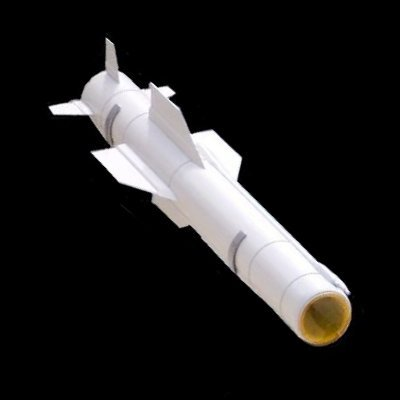
PARS 3 LR
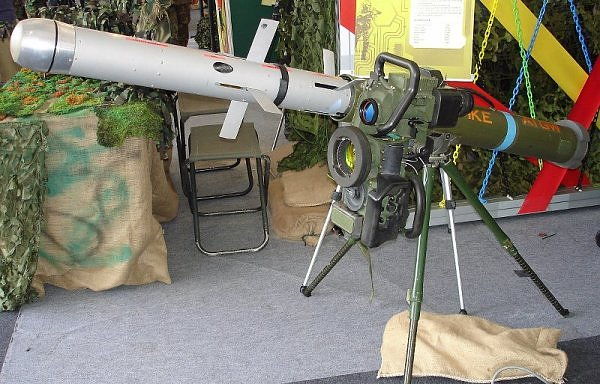
EuroSPIKE
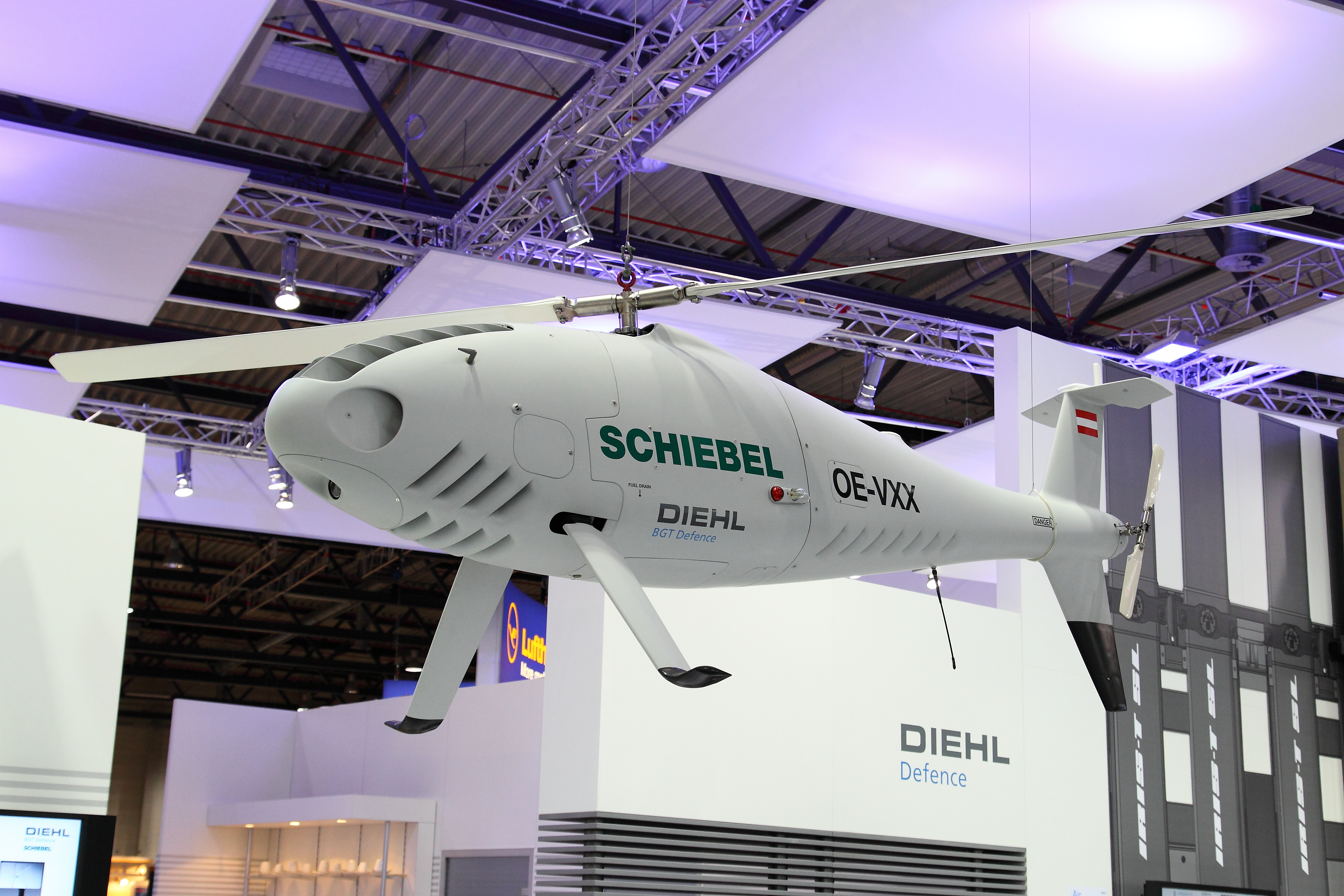
UAV Helicopter

Missili antiaerei
- AIM-9 Sidewinder: aria-aria
- IRIS-T: aria-aria
- IRIS-T SL/IRIS-T SLS: Boden-Luft-Rakete
- Lenkflugkörper Neue Generation: Boden-Luft-Rakete
- RIM-116 Rolling Airframe Missile: missile mare-aria
- IDAS: missile mare-aria

Munizioni artiglieria
- GMLRS: lanciarazzi
- SMArt 155mm: razzi

Munizioni per marina
- RBS-15: antinave
- Superkavitierender Unterwasserlaufkörper

Munizioni
- HOPE/HOSBO: bomba di precisione

Sistemi volanti verso terra
- PARS 3 LR: aria-terra per elicotteri
- EUROSPIKE: missile anticarro
- ARMIGER: razzo antiradar

Armi portatili
- Panzerfaust 3

Sistemi autodifesa
- Directional Infrared Counter Measures: per velivoli
- Active Vehicle Protection System (AVePS): per autoveicoli

Sistemi difesa aerea
- IRIS-T SLM: medio e corto raggio

Addestramento
- Flugprofilrekorder (FPR) per velivoli
- In-Flight Electronic Warfare Simulator (IFEWS): sistema di simulazione (Elektronische Kampfführung - EloKa)